# Matelea orthosioides
Matelea orthosioides är en oleanderväxtart som först beskrevs av Fourn., och fick sitt nu gällande namn av J. Fontella Pereira. Matelea orthosioides ingår i släktet Matelea och familjen oleanderväxter. Inga underarter finns listade i Catalogue of Life.